# Бзишвили, Реваз Александрович
Рева́з Алекса́ндрович Бзишви́ли (28 января 1923 года — ? ) — советский хозяйственный, государственный и политический деятель, Герой Социалистического Труда, депутат Совета Национальностей Верховного Совета СССР 7-го созыва.

## Биография
Родился в 1923 году в селе Атени. Член КПСС с 1944 года.
Участник Великой Отечественной войны в составе 960-го пушечно-артиллерийского полка 406-й стрелковой дивизии. С 1946 года — на хозяйственной, общественной и политической работе. В 1946—1984 гг. — инструктор Горийского райкома ЛКСМ Грузинской ССР, второй секретарь, первый секретарь Горийского райкома ЛКСМ Грузинской ССР, секретарь Горийского райкома Компартии Грузинской ССР, второй секретарь райкома, студент Горийского государственного педагогического института, слушатель Высшей партийной школы при ЦК КПСС, первый секретарь Горийского горкома, первый секретарь Горийского райкома КП Грузинской ССР.
Указом Президиума Верховного Совета СССР от 8 апреля 1971 года присвоено звание Героя Социалистического Труда с вручением ордена Ленина и золотой медали «Серп и Молот».
Избирался депутатом Совета Национальностей Верховного Совета СССР 7-го созыва (1966—1970) и Верховного Совета Грузинской ССР 8-го созыва. Делегат XXIII (1966) и XXIV (1971) съездов КПСС.
Умер после 1985 года.